# 巴勒魯普
巴勒魯普（丹麥語：Ballerup），丹麥西蘭島上的城镇，是首都大區巴勒魯普市鎮的行政中心。巴勒鲁普有大约25所学校，這些學校主要從事音乐的学习、培训和研究。